# Битимка (приток Чусовой)
Битимка — река в Свердловской области, приток Чусовой. Истоки на северных склонах горы Белая, течёт по территории городского округа Первоуральск в северном направлении. Впадает в Чусовую слева, в 409 км от её устья. Длина реки 14 км. Устье на территории посёлка Битимка. На реке в южной части посёлка в 1730-х годах создан Битимский пруд, на нём действовала пильная мельница, где пилили лес на строительство барок для сплава по Чусовой продукции Билимбаевского чугуноплавильного завода.

## Данные водного реестра
По данным государственного водного реестра России, река Битимка относится к Камскому бассейновому округу, речной бассейн — Кама, подбассейн — Кама до Куйбышевского водохранилища (без бассейнов рек Белой и Вятки), водохозяйственный участок — Чусовая от города Ревды до в/п посёлка Кын.
Код объекта в государственном водном реестре — 10010100612111100010300